# Diploria labyrinthiformis
Diploria labyrinthiformis (Linnaeus, 1758) è una madrepora della famiglia Faviidae, diffusa nelle barriere coralline dei Caraibi. È l'unica specie nota del genere Diploria.

## Descrizione
Questa specie forma colonie massicce di forma emisferica, di colore giallo-bronzeo. I coralliti hanno una disposizione meandroide, con solchi profondi, sinuosi, ampi 5-8 mm.

## Distribuzione e habitat
L'areale di Diploria labyrinthiformis comprende le barriere coralline dei Caraibi, del golfo del Messico, della Florida, delle Bahamas e delle Bermuda.